# Varga Márton Kertészeti és Földmérési Technikum és Kollégium
A Varga Márton Kertészeti és Földmérési Technikum és Kollégium egy középiskola, Budapest XIV. kerületében, Zuglóban. Mai nevét a híres kertész, tanár, iskolaigazgató, Varga Márton után kapta. Tankertje Magyarország és Budapest első közel 100 éves japánkertje.

## Az iskola jelene
A Varga Márton Kertészeti és Földmérési Technikum 2023-ban 117 éves iskola.
Magyarország egyik legrégibb szakképzést nyújtó középiskolája, 1906-ban jött létre, majd 1926-tól Varga Márton igazgató vezetésével kertészeti képzés zajlik itt, ami 1972-től földmérő, majd földmérő, földügyi, térinformatikai technikus képzéssel egészült ki.
A tanulók minden évben kiemelkedő eredményeket érnek el különböző szakmai versenyeken, Országos Tanulmányi Versenyeken és az Euro Skills és World Skills szakmák tanulóinak világversenyén. World Skills - Országos Kertépítő Tehetséggondozó Tanbázis  az iskola területén található.
Az iskola tankertje egyedülálló, Magyarország és Budapest legelső, közel 100 éves japánkertje.
A kollégiumot egy üvegfolyosó köti össze az iskola épületével, 75 férőhelyes.
Az első középiskola, amelyik csatlakozott 2017-től a Békés Iskola Programba.

## Képzésformák

### Technikusi képzés
- Kertésztechnikus (5 éves – érettségit és technikus végzettséget ad)
- Földmérő, földügyi, térinformatikai technikus (5 éves – érettségit és technikus végzettséget ad)

### 3 éves szakiskolai képzés
- Kertész (3 éves)

### Kertész szakirányok
- Parképítő és -fenntartó technikus
- Dísznövénykertész
- Virágkötő
- Zöldségtermesztő
- Gyümölcstermesztő
- Gyógynövénytermesztő

### Érettségi utáni technikus képzés
- Kertésztechnikus (2 éves)
- Földmérő, földügyi, térinformatikai technikus (2 éves)